# المعشار (مذيخرة)

تعديل مصدري - تعديل

المعشار محلة تابعة لقرية ذي حافظ وجشمان، التابعة لعزلة الجوالح بمديرية مذيخرة إحدى مديريات محافظة إب في الجمهورية اليمنية، بلغ تعداد سكانها 21 حسب تعداد اليمن لعام 2004.